# Свети Димитър (Дуйне)
„Свети Великомъченик Димитър“ (на македонска литературна норма: „Свети Димитар“, „Свети Димитриј“, „Свети Димитрија“) е възрожденска църква в прилепското село Дуйне, част от Преспанско-Пелагонийската епархия на Македонската православна църква – Охридска архиепископия.

## Местоположение
Църквата е гробищен храм, разположен в западния край на селото. 

## История
Според ктиторския надпис е издигната и осветена от митрополит Венедикт Византийски на 30 октомври 1864 година. В храма има запазен оригинален възрожденски иконостас. При градежа на църквата са използвани антични архитектурни елементи.